# Urosaurus graciosus
Urosaurus graciosus (довгохвоста кущова ящірка) — вид ігуаноподібних ящірок родини фриносомових (Phrynosomatidae). Мешкає в США і Мексиці.

## Підвиди
Виділяють два підвиди:
- Urosaurus graciosus graciosus Hallowell, 1854;
- Urosaurus graciosus shannoni Lowe, 1955.

## Поширення і екологія
Довгохвості кущові ящірки мешкають на південному заході США та на крайньому північному заході Мексики, від південної Невади на південь до північно-східної Нижньої Каліфорнії і північно-західної Сонори та від південно-східної Каліфорнії на схід до північно-західної і південно-центральної Аризони. Вони живуть в пустелі Мохаве та на північному заході пустелі Сонора, на рівних, відкритих піщаних ділянках, порослих пустельними чагарниками, та на дні широких каньйонів. Зустрічаються на висоті до 1070 м над рівнем моря.